# Кућа Владислава Ћертића у Кусатку
Кућа Владислава Ћертића се налази у Кусатку у засеоку Ћертићи, у општини Смедеревска Паланка. Подигнута је средином 19. века, због репрезентативног примера шумадијске куће моравског типа из средине 19. века представља непокретно културно добро као споменик културе.
Кућа је настала као приземна кућа са тремом који је накнадно затворен. Четвороделног је просторног плана оствареног поделом готово квадратне основе на два једнака дела. Један део заузима ходник и „кућа“ скраћена за ширину трема, а други део две собе. У централној просторији налази се отворено огњиште. Плафон је у ходнику и „кући“ од шашовца, а у собама од коленика. У свим просторијама под је од набијене земље. Има један улаз на јужној страни куће и по два прозора на јужном, западном и источном зиду. Димензије куће су 10,50x5,50 м, а темељ је од дуплих храстових греда које директно належу на земљу, спојених на „ластин реп“. Зидови су бондручне конструкције са испуном од чатме, омалтерисани и окречени. Четвороводни кров покривен је ћерамидом.